# 沃特金斯冰川
86°4′S 131°25′W / 86.067°S 131.417°W
沃特金斯冰川（英語：Wotkyns Glacier）是南極洲的冰川，位於瑪麗伯德地，流經卡洛普拉卡山西部，最終注入里迪冰川，根據美國地質調查局的測量和美國海軍的空中照片被繪入地圖。